# Johnny Hayes
John "Johnny" Joseph Hayes, född 10 april 1886 i New York, död 23 augusti 1965 i Englewood i New Jersey, var en amerikansk friidrottare och friidrottstränare.
Hayes blev olympisk mästare på maraton vid sommarspelen 1908 i London.
Han tränade USA:s maratonlöpare vid olympiska sommarspelen 1912.